# Beth Gibbons
Beth Gibbons (Exeter, 1965. január 4. –), angol énekesnő, dalszerző. A Portishead együttes énekese.

## Pályafutása
Szülei korán elváltak. Három nővérével nőtt fel. 22 évesen Bath-ba, majd Bristolba költözött énekesi karrierje építése érdekében. Itt találkozott Geoff Barrow-val, leendő munkatársával a Portishead együttesben.
Akik nagyban hatottak rá: Nina Simone, Otis Redding, Jimmy Cliff, Janis Joplin, Édith Piaf, Janis Ian, Elizabeth Fraser.
1994-ben adták ki az első Portishead albumot, majd két másik stúdióalbumot, élő albumokat és különböző kislemezeket.
Emellett Gibbons egy másik projektben együttműködött a Talk Talk egykori basszusgitárosával, Paul Webb-el (más néven: Rustin Man). 2002-ben kiadták az „Out of Season” című albumot Beth Gibbons és Rustin Man címmel. Egy évvel később ezt az Egyesült Államokban is kiadták, ahol a lemezt a Variety szép szavakkal dicsérte.
2014 júniusában Gibbons bejelentette új lemezét. Ezen közreműködött egy brit metal zenekar, a Metal Band Gonga Black Sabbath feldolgozással (Black Sabbeth).
2018-ban Gibbons, Elizabeth Fraser a Cocteau Twins együttesből egy 100 tagú női együttes énekét is belekomponálva megemlékeztek I. világháború befejezésének 100. évfordulójára.
Krzysztof Penderecki – a világhírű lengyel zeneszerző – vezényletével, a Lengyel Nemzeti Rádió Szimfonikus Zenekarával felvett 2019-es albuma, Henryk Górecki: 3. szimfónia „(Szomorú dalok szimfóniája)” márciusban jelent meg. A felvétel egy 2014-es koncerten készült. Gibbonsnak ehhez az előadáshoz igen alaposan tanulmányoznia kellett a lengyel nyelvet.
2024-ben jelent meg Lives Outgrown címú szólólemeze a Domino kiadónál. A tíz év dalszerzői munkáját összegző, az anyaság, a szorongás, a női klimax és a halandóság kérdéseit boncolgató lemez a Guardian kritikusa szerint „időnként kihívásokkal teli, gyakran gyönyörűséges és végig lebilincselő”.

## Lemezek

### APortisheadegyüttesben
- Dummy (1994)
- Portishead (1997)
- Roseland NYC Live (1998)
- Third (2008)

### Szólólemezek
- Out of Season (2002) (Rustin Man közreműködésével)
- Henryk Górecki: Symphony No. 3 (Symphony of Sorrowful Songs) (2019) (Polish National Radio Symphony Orchestra, km.: Rustin Man; karmester: Krzysztof Penderecki)
- Lives Outgrown (2024)

### Egyéb
- Orang on .O.rang's album Herd of Instinct (1994)
- Jalap on .O.rang's album Fields and Waves (1996)
- Lonely Carousel on Rodrigo Leão's album Cinema (2004)
- Strange Melody on Jane Birkin's album Rendez-Vous (2004)
- Killing Time on Joss Stone's Mind Body & Soul (2004)
- Love is a Stranger on Fried's album Fried (2004)
- Mysteries with Rustin Man from The Russian Dolls soundtrack (2005)
- Soundtrack for Diane Bertrand's film L'Annulaire (2005)
- My Secret on Jane Birkin's album Fictions (2006)
- Requiem for Anna on Monsieur Gainsbourg Revisited – performed as Portishead (2006)
- Sing with Annie Lennox from Songs of Mass Destruction (2007)
- Soundtrack for Diane Bertrand's film Baby Blues (2008)
- Soundtrack for Julie Taymor's film The Tempest – Prospera's Coda by Elliot Goldenthal (2010)
- GMO on JJ DOOM's Key to the Kuffs (2012)
- Black Sabbath with Gonga (2014)
- Mandela Effect with Gonjasufi (2017)

## Filmek
- IMDb